# Attuatore lineare

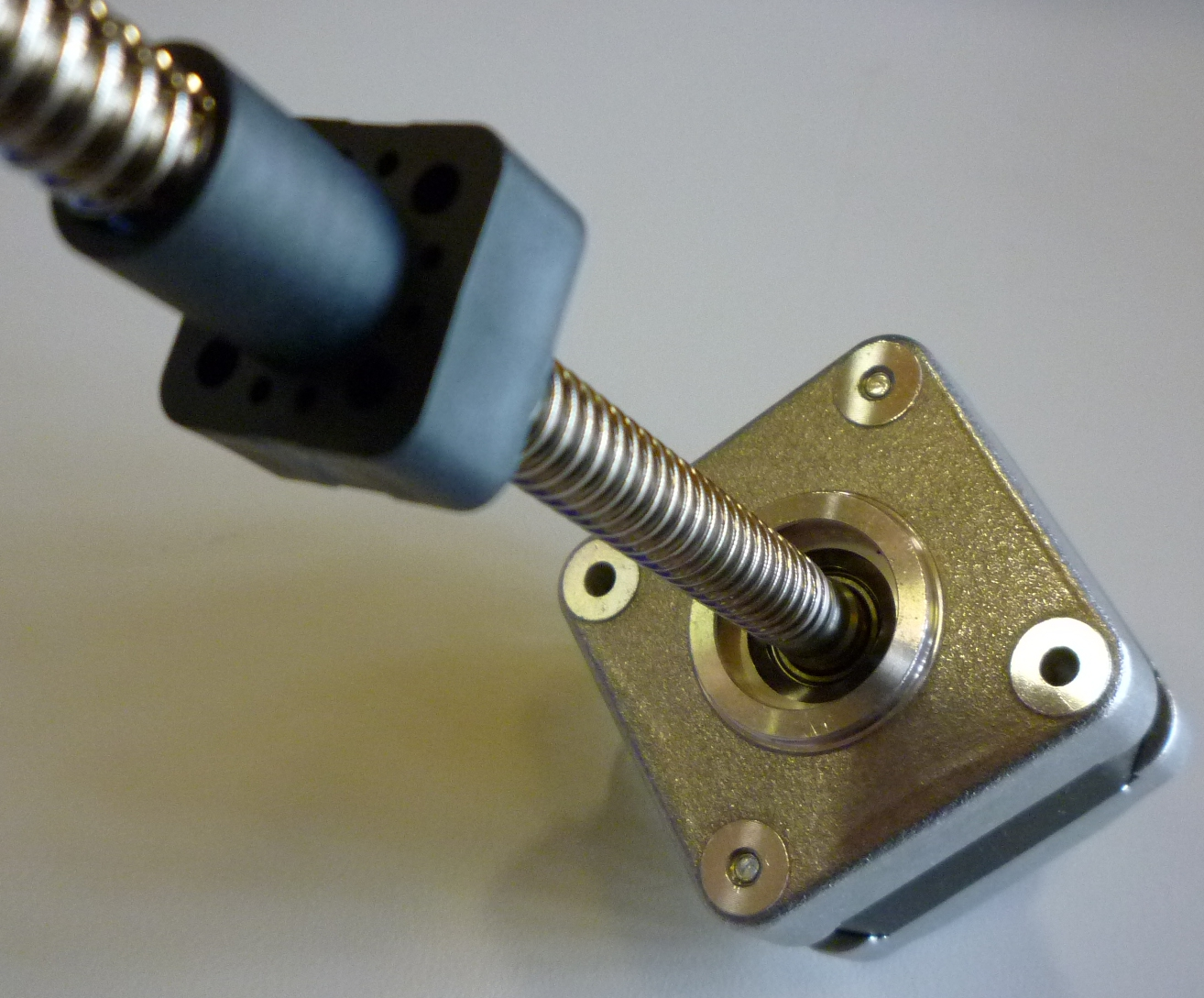
Attuatore lineare con chiocciola basato su motore passo passo ibrido

Un attuatore lineare è un attuatore che crea il movimento lungo una linea dritta, in contrasto con il moto rotativo di un motore elettrico convenzionale. L'attuatore lineare è usato nel campo dell'automazione, nell'automotive (gestione carburatore, movimentazione fari...), nelle periferiche dei computer (disk driver e stampanti), nelle valvole ed in altri campi d'impiego dove è previsto un movimento lineare. In aggiunta esistono cilindri pneumatici, idraulici ed altri tipi di meccanismi per ottenere uno spostamento lineare.

## Tipologia

### Attuatori meccanici
Lavorano tipicamente traducendo un moto rotativo in lineare. Nella maggior parte dei casi la conversione avviene mediante:
- Vite/chiocciola: ruotando la vite, la chiocciola si muove linearmente eseguendo lo spostamento. Per esempio gli accoppiamenti vite/madrevite o vite a ricircolo di sfere.
- Ruota dentata e asse lineare: ruotando la ruota l'asse esegue un movimento lineare. È tipica degli accoppiamenti con cinghia, catena o pignone/cremagliera.
- Camma: ruotando la camma (che ha una forma eccentrica) si ottiene un movimento lineare, anche se di corsa contenuta.

La forza e la precisione del movimento dipendono dal tipo di collegamento e dal rendimento del sistema. Ad esempio una vite con passo più lungo sarà più veloce e con rendimenti migliori ma perderà in risoluzione e forza. A seconda del profilo della camma si può ottenere una forza ed un profilo di spostamento diverso. Lavorando con i rapporti fra denti nel collegamento a cinghia/catena si possono ottenere forze e precisioni differenti; inoltre la cinghia ha un rendimento più alto della catena.
A seconda del tipo di collegamento l'attuatore può solo tirare, spingere (come la camma) o fare forza in entrambe le direzioni.

### Attuatori idraulici
Tipicamente sono costituiti da un cilindro cavo in cui è inserito un pistone. Fornendo una pressione al pistone questo eserciterà una forza capace di spostare un oggetto esterno. Essendo i liquidi delle sostanze incomprimibili permettono all'attuatore una buona precisione nel movimento. L'attuatore idraulico necessita di una pompa per poter funzionare, che gli garantisce sia la forza che la precisione.

### Attuatori pneumatici
Gli attuatori pneumatici sono del tutto simili a quelli idraulici, sostituendo l'aria compressa al liquido in pressione.

### Attuatori elettromeccanici
Sono simili agli attuatori meccanici con l'aggiunta di un motore elettrico per il controllo del movimento.
I dispositivi più semplici sono costituiti da un motore collegato alla madrevite su cui scorre una chiocciola. In alcuni casi è presente un dispositivo antirotazione che permette alla chioccola solo lo spostamento lineare e non rotativo. La chiocciola viene poi ancorata al dispositivo da far traslare rendendo efficace il sistema. Le caratteristiche più importanti associate ad un attuatore lineare sono:  corsa, velocità, forza, precisione e ciclo di vita.
Si possono usare vari tipi di motori per un sistema lineare, e la loro scelta dipende dai requisiti dell'applicazione e dai carichi richiesti. Motori CC con o senza spazzole, bldc, motori ad induzione o motore passo passo: ognuno ha le sue caratteristiche d'impiego. Ad esempio, dove sono richieste velocità e forza tralasciando la risoluzione il motore ad induzione si presta (valvole per raffineria); viceversa dove la precisione è fondamentale (strumenti diagnostici da laboratorio, movimentazione di laser o ottiche...) il motore passo passo è più adatto. In aggiunta si possono adoperare encoder per avere la certezza dello spostamento e della precisione del movimento.